# Leucadendron flexuosum
Espèce
Leucadendron flexuosum est une espèce de plantes à fleurs de la famille des Proteaceae. Cet arbuste à fleurs, originaire du Cap-Occidental, Afrique du Sud, fait partie du fynbos.
C'est un arbuste à fleurs qui fait partie du fynbos. La plante 

## Description
L'arbuste atteint 2,5 m de haut et fleurit d'avril à mai. La plante survit aux incendies grâce à la germination d'un rhizome souterrain. Les graines sont stockées dans un rhizome sur la plante femelle et tombent du sol, disséminées par le vent. La plante est unisexuée et possède des fleurs mâles et femelles distinctes, pollinisées par de petites tiges. 

## Répartition et habitat
Leucadendron flexuosum est originaire du Cap-Occidental, où cet arbuste pousse dans la vallée de la rivière Breede (en), dans les environs de Worcester en Afrique du Sud, une plaine riche humides, avec des sols profonds et rocailleux, à une altitude de 180-200 m.   Breede River

## Statut de conservation
Leucadendron flexuosum a été évalué en 2019 pour la Liste rouge de l'UICN des espèces menacées et est classé comme espèce en danger critique d'extinction selon les critères B1ab(ii,iii,v).

## Galerie

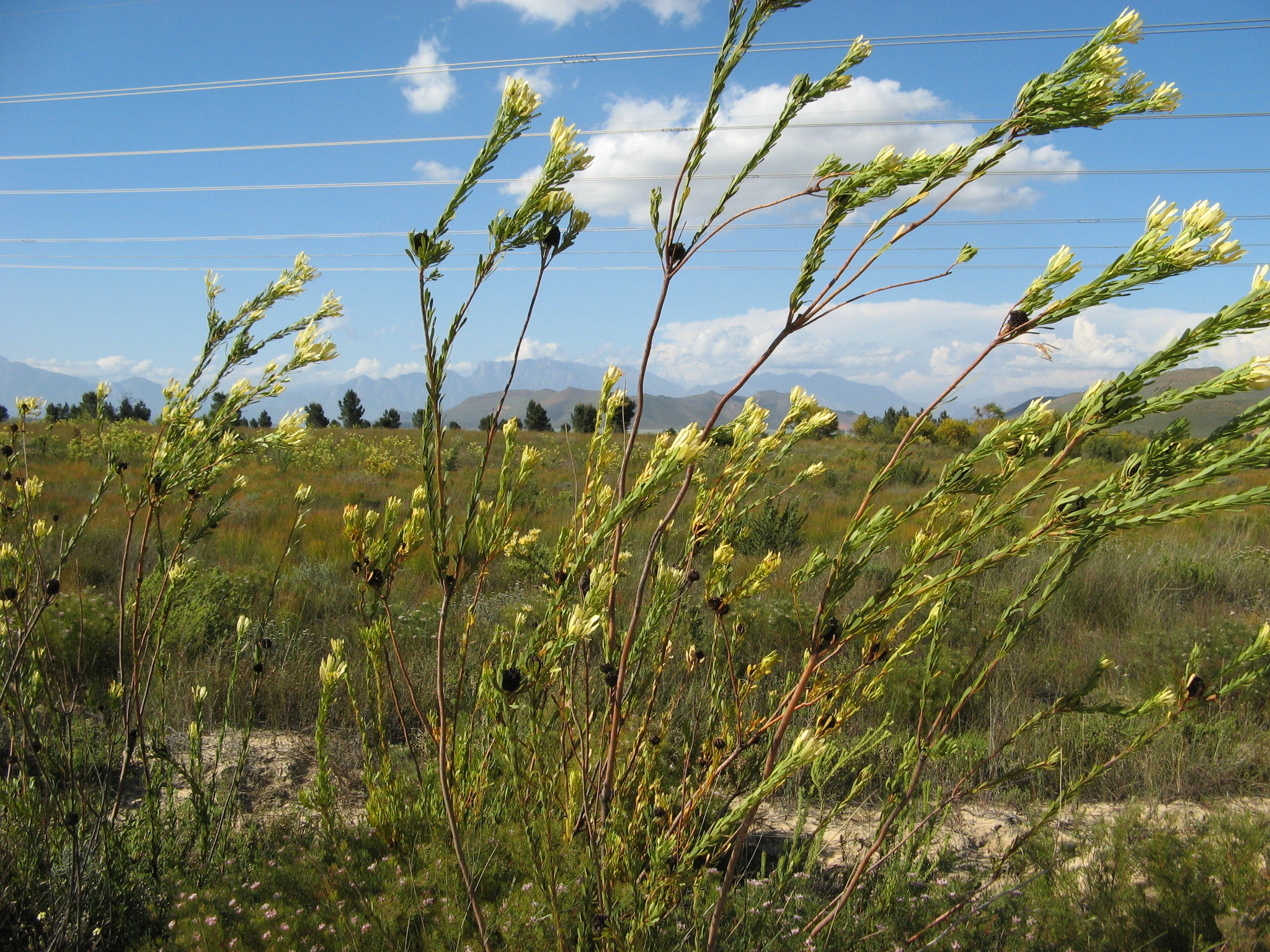
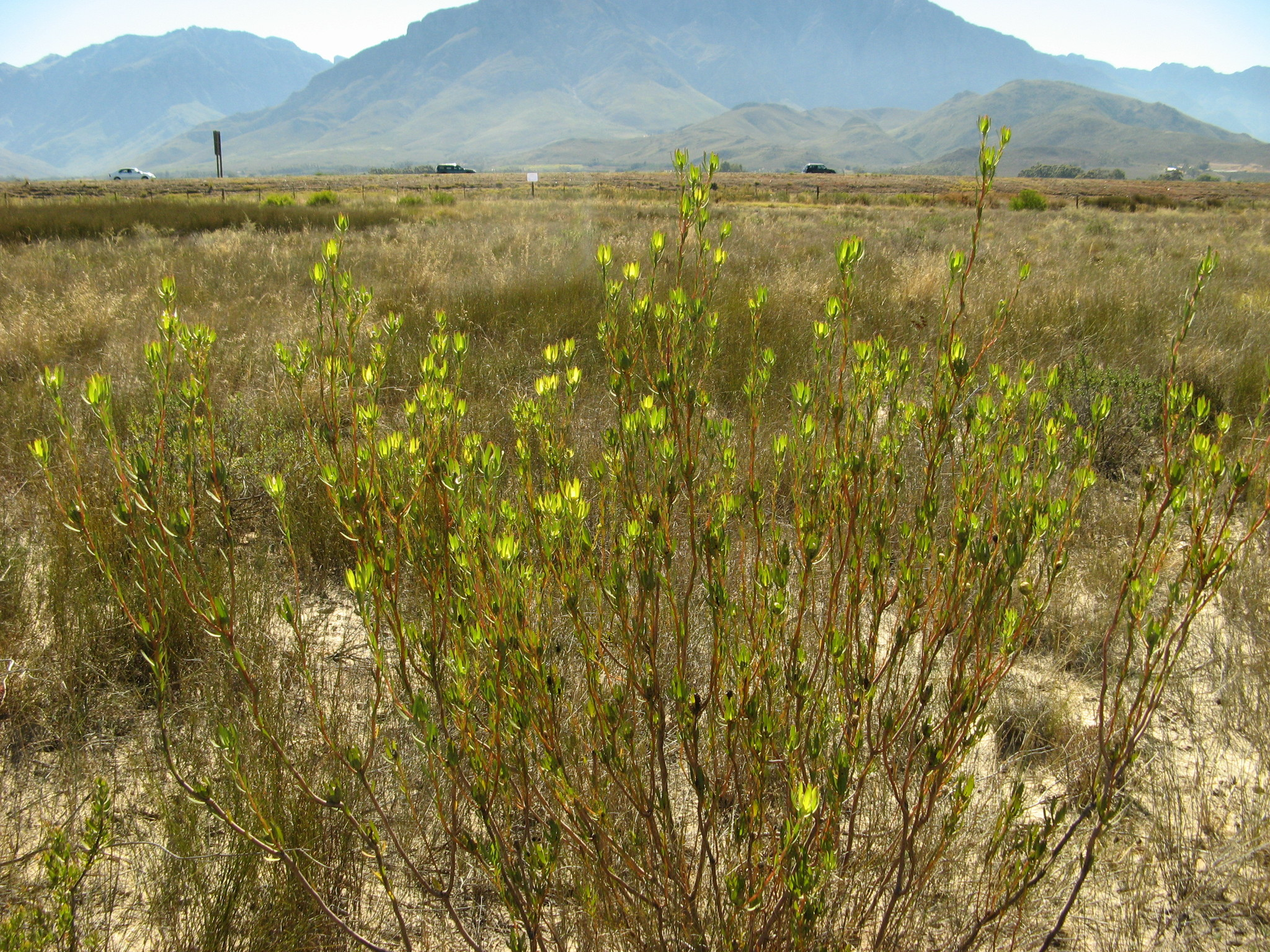

## Dénominations
Cet arbuste est appelé communément en afrikaans Worcestertolbos, et, en anglais, Worcester Conebush.

## Systématique
Le nom correct complet (avec auteur) de ce taxon est Leucadendron flexuosum I.Williams (d).

### Étymologie
Le nom de genre Leucadendron vient du grec leukos « brillant, blanc » et dendron « arbre ». 
Son épithète spécifique dérive du latin flexuosus, « tortueux, sinueux ».